# Diego Pérez
Diego Fernando Pérez Aguado (pronunție în spaniolă [ˈdjeɣo ˈpeɾes]; n. 18 mai 1980 în Montevideo), poreclit "Ruso", este un fost fotbalist uruguayan care a jucat ca fundaș central.

## Titlu
Uruguay
- Copa América: 2011

## Legături externe
- Profil la lequipe.fr fr